# Liste von Pfarrhäusern in Bayern (Niederbayern)
Die Liste von Pfarrhäusern in Bayern (Niederbayern) ist Teil der Liste von Pfarrhäusern in Bayern; dort findet man auch allgemeine Erläuterungen zum Thema.

## Landkreis Deggendorf
| Gemeinde / Ort / Adresse Koordinaten                                                             | Baustil / Gebäudetyp                    | Erbaut                 | Bemerkungen | Bild |
| ------------------------------------------------------------------------------------------------ | --------------------------------------- | ---------------------- | --- | ---- |
| Osterhofen Aicha an der Donau Donaustraße 21 (48° 43′ 59,3″ N, 13° 1′ 7,8″ O)                    | Barock Pfarrhaus                        | 1731                   | Zweigeschossiger Walmdachbau mit Kranzgesims,. |      |
| Deggendorf Auerbach Hauptstraße 6 (48° 48′ 12,7″ N, 13° 5′ 54,2″ O)                              | Barock Pfarrhaus                        | 1698                   | Zweigeschossiger Walmdachbau mit farbiger Putzgliederung, bezeichnet mit „1698“ |      |
| Winzer Bergham Bergham 11 (48° 44′ 6,2″ N, 13° 4′ 56,2″ O)                                       | Klassizismus Pfarrhaus                  | um 1830                | Gutshofähnliche Vierseitanlage. Pfarrhaus: zweigeschossiger Walmdachbau mit profiliertem Kranzgesims, um 1830, angeschleppter östlicher Anbau später. Ökonomiegebäude: zweigeschossiger Satteldachbau mit Traufschrot, nach 1830. Pferdestall: Flachsatteldachbau mit Putzgliederung und steinernen Fenstereinfassungen, um 1830. Scheune: verputzter doppeltenniger Ziegelsteinbau mit Satteldach, um 1900 |      |
| Osterhofen Haardorf Haardorfer Straße 38 (48° 43′ 39,1″ N, 13° 0′ 13,6″ O)                       | Barock Pfarrhaus                        | 1764                   | Zweigeschossiger barocker Mansardwalmdachbau mit Putzgliederung. |      |
| Osterhofen Kirchdorf bei Osterhofen Pfarrer-Tischer-Straße 15 (48° 41′ 14,2″ N, 12° 56′ 50,4″ O) | Klassizismus Pfarrhaus                  | 1880                   | Zweigeschossiger historisierender Walmdachbau mit Stuckgliederung und Balkon. |      |
| Grattersdorf Kreuzerhof Kreuzerhof 1 (48° 48′ 40,9″ N, 13° 8′ 13,7″ O)                           | Klassizismus Pfarrhaus                  | 1775/1848              | Flachsatteldachbau mit Blockbau-Obergeschoss, im Kern nach 1775, bezeichnet mit 1848. Stallstadel: langgestreckter Flachsatteldachbau mit Traidkasten im Dachraum, erste Hälfte 19. Jahrhundert. Einfriedung: Hofmauer, verputzte Bruchsteinmauer, 19. Jahrhundert |      |
| Stephansposching Michaelsbuch Gamelbertstraße 18 (48° 48′ 15,4″ N, 12° 51′ 11,8″ O)              | Klassizismus Pfarrhaus (Michaelsbuch)   | 1795                   | Dreigeschossiger Walmdachbau mit reicher barocker Fassadengliederung mit sechs Fensterachsen. |      |
| Moos Kurzenisarhofen Kirchplatz 3 (48° 44′ 41,5″ N, 12° 57′ 4,8″ O)                              | Klassizismus Pfarrhaus                  | um 1840                | Zweigeschossiger Walmdachbau mit profiliertem Traufgesims. Stall: zweigeschossiger Satteldachbau. |      |
| Winzer Neßlbach Deggendorfer Straße 12 (48° 41′ 35,3″ N, 13° 7′ 16,9″ O)                         | Barock Pfarrhaus                        | zweite Hälfte 18. Jhd. | Zweigeschossiger Halbwalmdachbau mit farbiger Putzgliederung. |      |
| Wallerfing Ramsdorf Ramsdorf 1 (48° 41′ 0,3″ N, 12° 53′ 46,3″ O Bilderwunsch)                    | Klassizismus Pfarrhaus Schloss Ramsdorf | Anf. 19. Jhd.          | Dreigeschossiger Mansardwalmdachbau mit Fassadengliederung, Anfang 19. Jahrhundert, im Kern älter. Früher Schloss, heute Pfarrhaus. |      |
| Stephansposching Kirchenplatz 4 (48° 49′ 5,6″ N, 12° 48′ 14,1″ O)                                | Barock Pfarrhaus                        | 1714                   | Zweigeschossiger Satteldachbau mit profilierten Gesimsen und farbiger Fassadengliederung, bezeichnet 1714. |      |

## Landkreis Dingolfing-Landau
| Gemeinde / Ort / Adresse Koordinaten                      | Baustil / Gebäudetyp | Erbaut  | Bemerkungen | Bild |
| --------------------------------------------------------- | -------------------- | ------- | --- | ---- |
| Dingolfing Böcklerstraße 2 48° 38′ 41,4″ N, 12° 29′ 41″ O | Modern Pfarrhaus     | 1954/55 | Zweigeschossiger Satteldachbau; eingeschossiger Verbindungsbau mit Laubengang zur Kirche; alles Sichtziegelbauten, von Robert Vorhoelzer und Sepp Reiter. |      |

## Landkreis Freyung-Grafenau
| Gemeinde / Ort / Adresse Koordinaten                       | Baustil / Gebäudetyp | Erbaut | Bemerkungen | Bild |
| ---------------------------------------------------------- | -------------------- | ------ | --- | ---- |
| Freyung Abteistraße 22; 23 48° 48′ 23,1″ N, 13° 33′ 0,3″ O | Barock Pfarrhof      | 1730   | Geschlossene Hofanlage. Hauptgebäude: zweigeschossiger Walmdachbau mit Putzgliederungen, zur Nordseite Nischenfiguren heiliger Sebastian und heiliger Florian, 1730, Dach erneuert; mit Ausstattung; ehemaliger Stall, zweigeschossiger Satteldachbau, Bruchsteinmauerwerk in Breitfugentechnik, Mitte 19. Jahrhundert; Wirtschaftsgebäude, zweigeschossiger Satteldachbau, Erdgeschoss zum Teil massiv, ansonsten Holzständerwerk mit Verbretterung, Mitte 19. Jahrhundert; Hofmauer mit Einfahrtstoren, Mitte 19. Jahrhundert. |      |

## Landkreis Kelheim
| Gemeinde / Ort / Adresse Koordinaten                           | Baustil / Gebäudetyp | Erbaut             | Bemerkungen | Bild |
| -------------------------------------------------------------- | -------------------- | ------------------ | --- | ---- |
| Abensberg Theoderichstraße 11 48° 48′ 53,7″ N, 11° 50′ 51,2″ O | Barock Pfarrhaus     | wohl Ende 18. Jhd. | Zweigeschossiger Traufseitbau, Seitenflügel mit Toreinfahrt. Rest der Stadtmauer und zwei Schalentürme, spätmittelalterlich, in den Bau des Pfarrheims einbezogen. |      |

## Landkreis Landshut
| Gemeinde / Ort / Adresse Koordinaten                                  | Baustil / Gebäudetyp | Erbaut | Bemerkungen | Bild |
| --------------------------------------------------------------------- | -------------------- | ------ | --- | ---- |
| Buch am Erlbach Schulstraße 1, 1a, 1b 48° 26′ 48,5″ N, 12° 2′ 16,4″ O | Barock Pfarrhaus     | 1714   | Zweigeschossiger Walmdachbau mit Aufzugsgiebel, barocke Anlage. Nebengebäude: Wirtschaftsgebäude mit Halbwalmdach, wohl gleichzeitig. Nebengebäude, eingeschossiger Bau mit Halbwalmdach, wohl gleichzeitig. |      |

## StadtPassau
| Gemeinde / Ort / Adresse Koordinaten                                | Baustil / Gebäudetyp | Erbaut                    | Bemerkungen | Bild |
| ------------------------------------------------------------------- | -------------------- | ------------------------- | --- | ---- |
| Passau Ilzstadt Kirchgasse 5 und 7 48° 34′ 38,1″ N, 13° 28′ 30,4″ O | Pfarrhof             | im Kern wohl 17./18. Jhd. | Zweigeschossiger Bau in Hanglage, östlicher Teil mit Walmdach, westlicher Trakt mit Satteldach, im Kern wohl 17./18. Jahrhundert. |      |
| Passau Haidenhof Neuburger Straße 68 48° 34′ 9,5″ N, 13° 26′ 35″ O  | Neobarock Pfarrhaus  | 1924                      | Zweigeschossiger Bau mit Pyramidendach und Zwerchgiebel, von Josef Wagner.                                                        |      |

## Landkreis Passau
| Gemeinde / Ort / Adresse Koordinaten                              | Baustil / Gebäudetyp              | Erbaut | Bemerkungen | Bild |
| ----------------------------------------------------------------- | --------------------------------- | ------ | --- | ---- |
| Aicha vorm Wald Dreiburgenstraße 6 48° 40′ 39″ N, 13° 17′ 50,9″ O | Barock Pfarrhof (Aicha vorm Wald) | 1730   | Zweigeschossiger Viereckbau mit Mansardwalmdach. Mittig von einem Zwiebelturm zwischen vier Kaminen bekrönt. (Baudenkmal) |      |

## Landkreis Regen
| Gemeinde / Ort / Adresse Koordinaten              | Baustil / Gebäudetyp | Erbaut    | Bemerkungen                                                                                            | Bild |
| ------------------------------------------------- | -------------------- | --------- | --- | ---- |
| Regen Kirchplatz 24 48° 58′ 14,1″ N, 13° 7′ 40″ O | Barock Pfarrhaus     | nach 1648 | Zweigeschossiger Halbwalmdachbau, nach Norden Werksteinportal mit Ohrung, nach 1648, erneuert um 1700. |      |

## Landkreis Rottal-Inn
| Gemeinde / Ort / Adresse Koordinaten                                      | Baustil / Gebäudetyp | Erbaut   | Bemerkungen                                                                           | Bild |
| ------------------------------------------------------------------------- | -------------------- | -------- | ------------------------------------------------------------------------------------- | ---- |
| Eggenfelden Gern Gouverneur-Hahl-Platz 6 48° 23′ 58,1″ N, 12° 46′ 45,1″ O | Barock Pfarrhaus     | 17. Jhd. | Zweigeschossiger Massivbau mit Putzgliederung, profiliertem Traufgesims und Walmdach. |      |

## Landkreis Straubing-Bogen
| Gemeinde / Ort / Adresse Koordinaten                                | Baustil / Gebäudetyp | Erbaut        | Bemerkungen | Bild |                |
| ------------------------------------------------------------------- | -------------------- | ------------- | --- | ---- | -------------- |
| Geiselhöring Haindling Haindling 21 48° 49′ 14,3″ N, 12° 25′ 9,6″ O | Barock Pfarrhaus     | 1732 bis 1734 | Zweigeschossiger Mansard-Walmdachbau mit vier zu neun Fensterachsen und Lisenengliederung wurde als Propstei errichtet. An der östlichen Seite ist der stichbogige Eingang, über dem eine rechteckige Kalksteinplatte mit den Wappen des Klosters St. Emmerman, des Abts und des Bistums Regensburg angebracht ist. Ein kleinerer zweiter Eingang ist an der Südseite. (Baudenkmal) |      | weitere Bilder |